# Nebalia herbstii
Nebalia herbstii is een kreeftachtigensoort uit de familie van de Nebaliidae. De wetenschappelijke naam van de soort is voor het eerst geldig gepubliceerd in 1814 door Leach.